# Kreutzer Lipót
Kreutzer Lipót, névváltozatai: Kreuczer, Kreuzer (Torna, 1867. november 13. – Budapest, Erzsébetváros, 1944. július 14.) közgazdasági író, újságíró, tanár.

## Élete
Kreutzer Mátyás és Galitzenstein Mária (1838–1905) fia. Középiskolai tanulmányait Budapesten végezte. A Budapesti Tudományegyetemen jogi doktorátust és tanári diplomát szerzett. Kilenc évig tisztviselőként a Luiza-malomban dolgozott, majd a Budapesti Takarékpénztár levelező osztályának főnöke lett. 1895-től a Budapesti Kereskedelmi Akadémián könyvvitelt tanított. 1895. március 1-jétől a Magántisztviselők Lapját Bálint Dezsővel együtt szerkesztette. 1902-ben kinevezték a kolozsvári Kereskedelmi Akadémia tanárává. Később a Magántisztviselők Országos Szövetségének elnöke lett. Számos lap és folyóirat munkatársa volt. Fabula János álnéven tárcacikkeket is írt. Halálát agyvérzés okozta.
Házastársa Heisler Teréz Erzsébet volt, akivel 1901. szeptember 17-én Budapesten, a Terézvárosban kötött házasságot. 1912-ben elváltak.

## Főbb művei
- Svájc. Gazdasági és társadalmi képek (1902)
- Tanulmányút (Kolozsvár, 1903)
- Egy kongresszus tanulságai (Kolozsvár, 1904)
- A legnagyobb kérdés. Jegyzetek az alkotmány válságról (Kolozsvár, 1905)
- Magyar Jegybank (1908)
- A munkaviszony a kereskedelemben (az MTA által Széchenyi-díjjal jutalmazott pályamű, 1912)